# Патрік Макдональд
Патрік Макдональд (англ. Patrick Joseph McDonald; 1878—1954) — американський легкоатлет ірландського походження. На олімпійських іграх 1912 роки виграв золоту медаль у штовханні ядра з олімпійським рекордом — 15,34 метра і срібну медаль у штовханні ядра двома руками. На Олімпіаді 1920 року став олімпійським чемпіоном у метанні ваги в 56 фунтів. Був прапороносцем збірної США на церемоніях відкриття олімпійських ігор 1920 і 1924 років.
За роки спортивної кар'єри 10 разів вигравав чемпіонат США в метанні ваги в 56 фунтів і 6 разів вигравав національний чемпіонат у штовханні ядра. У 2012 році включений в зал слави легкої атлетики США.
Народився в бідній сім'ї фермерів. У 1899 році емігрував в США. З 1905 року по 1946 рік працював поліцейським в Нью-Йорку. У 1926 році дослужився до лейтенанта, а через 19 років отримав звання капітана.
Похований на кладовищі Брама Небес. У його рідному селі Дунбег є меморіал на згадку про спортсмена.